# Sólon Borges dos Reis
Sólon Borges dos Reis (Casa Branca, 27 de julho de 1917 — São Paulo, 9 de setembro de 2006) foi um político, educador, jornalista, advogado e poeta brasileiro. Exerceu o mandato de deputado estadual de 1959 a 1979 e de deputado federal constituinte de 1986 a 1988. Foi vice-prefeito de São Paulo entre 1993 e 1997. Publicou diversas obras literárias sobre educação e ensino.

## História
Sólon Borges nasceu em Casa Branca, São Paulo, no dia 27 de julho de 1917, filho de Júlio Borges dos Reis e de Flávia Pezzuto Borges. Devido à mudança de sua família para Campinas, Borges fez o ensino fundamental e médio na cidade. Depois de concluir os estudos, mudou-se para São Paulo e cursou Letras na Universidade de São Paulo (USP). Logo após o término dos estudos na FFLCH (Faculdade de Filosofia, Letras e Ciências Humanas da USP), migrou para a FEUSP (Faculdade de Educação da USP) na mesma universidade. Nela, bacharelou-se em Pedagogia. Além das graduações, fez diversos cursos de especialização na área de educação e frequentou a Escola de Sociologia e Política (FESPSP). Em 1950, formou-se em Direito pela Universidade do Estado do Rio de Janeiro (UERJ).   
Os dois bacharelados fizeram Sólon decidir seguir a vida acadêmica. O diploma de Letras e Pedagogia permitiram que ele se tornasse professor do ensino primário e, com o passar dos anos, lecionasse para alunos mais experientes. Seus profundos estudos na área da educação fizeram com que desse aulas para o ensino fundamental, médio e, depois de muita experiência, no ensino superior. Isso fez com que ele lecionasse em diversas cidades do Estado de São Paulo. Nesse processo de evolução acadêmica, foi diretor de algumas escolas de ensino primário, secundário e médio. Em 1947, fundou e assumiu a presidência da União Paulista de Educação; hoje conhecida como Unipec, União Paulista de Educação e Cultura. De 1948 a 1950, foi Assistente Geral do Ensino.
Visando melhorias na educação do país, o então professor deu início à carreira política nas eleições de 1958, quando se candidatou à deputado pelo Partido Democrata Cristão (PDC), sendo eleito com 8.025 votos. Seus ideais fizeram com que se tornasse líder do partido pouco tempo depois. Presidiu diversos congressos educacionais com parlamentares na Europa, Estados Unidos e na América Latina. Sólon era constantemente convidado pela Confederação Mundial de Organizações do Professorado à congressos internacionais de educação. Em diversos artigos acadêmicos, Borges é apontado com um dos pilares para o desenvolvimento da educação brasileira. Em 1962, assumiu o cargo de Secretário de Estado da Educação, sendo, em 1970, eleito pela quinta vez, deputado estadual. Seus mandatos permitiram a realização de diversos projetos voltados à educação, além da criação de novas instituições de ensino. Nesta época, ele assinava uma coluna sobre ensino no jornal “O Correio Paulistano”.
Após sua longa estadia na Assembléia Legislativa de São Paulo, em 1992 tornou-se vice-prefeito de Paulo Maluf, sendo nomeado pelo então prefeito para o cargo de Secretário Municipal de Educação, onde permaneceu de 1993 a 1996. Depois do mandato, dedicou-se completamente à presidência da Academia Paulista de Educação, da Ordem dos Velhos Jornalistas do Estado de São Paulo e da direção da Academia Paulista de Letras.
Em 1994, casou-se com Adiléa Cunha Borges dos Reis, permanecendo até sua morte, em 2006. O relacionamento com Adiléa gerou uma filha. 
Sólon Borges morreu no dia 9 de setembro de 2006 e foi enterrado no Cemitério do Morumbi, em São Paulo. Em sua homenagem, foi fundada a Escola Estadual Sólon Borges dos Reis, localizada no Rio Pequeno, bairro da zona oeste da cidade de São Paulo.

## Ações no Poder Legislativo
Em 1987 se juntou ao seleto grupo de 28 parlamentares que revisaram o texto final da Constituição 88. Nessa época, projetos polêmicos estavam em votação na Câmara dos Deputados, como o da legalização do aborto e do direito eleitoral aos 16 anos. Sólon absteve seu voto para os dois projetos, mas manifestou ser contrário à proposta do direito de voto aos 16 anos. Logo após a votação, criou um projeto de lei que pretendia fixar a maioridade penal à civil.

#### Manifestou-se a favor
- Pena de morte[3]
- Mandado de segurança coletivo[3]
- Estabilidade no emprego[3]
- Remuneração 50% superior para o trabalho extra[3]
- Jornada semanal de 40 horas[3]
- Turno ininterrupto de seis horas[3]
- Aviso prévio proporcional[3]
- Unicidade sindical[3]
- Soberania popular[3]
- Nacionalização do subsolo[3]

#### Manifestou-se contra
- Limitação do direito de propriedade privada[3]
- Presidencialismo[3]
- Estatização do sistema financeiro[3]
- Limitação dos encargos para a dívida externa[3]
- Criação de um fundo de apoio à reforma agrária[3]
- Anistia aos micro e pequenos empresários[3]
- Legalização do jogo do bicho[3]
- Desapropriação da propriedade produtiva[3]
- Mandato de cinco anos para o presidente José Sarney[3]

## Publicações

### Educação
- Apostasia (1937)[3]
- Imprensa e educação (1940)[3]
- Algumas considerações sobre programas escolares (1941)[3]
- Geografia e história do Brasil para recém-alfabetizados (co-autoria, 1948)[3]
- A maior herança (1965)[3]
- Lira da América (1973)[3]
- Crise contemporânea da educação (1978)[3]
- ABC da Constituinte (1985)[3]
- Carrossel do tempo (1985)[3]
- Condição humana (1985)[3]
- Educação política (1988)[3]
- Educação política — educação para a liberdade e para a responsabilidade (1990)[3]

### Infantis
- Frutos (1996)[3]
- A coruja (1996)[3]

### Poesia
- Poesias escolares (1939)[3]
- Novas poesias escolares (1948)[3]
- Poesias infantis (1990)[3]
- Viagem (1996)[3]